# Čertov kameň
Čertov kameň je skála nacházející se na jižním okraji Lesoparku Cemjata, v lese pod Ščerbovou horou ve městě Prešov. Leží v potoce Čertův jarok, 300 m od státní silnice II/546 (Prešov – Margecany). Rozměry balvanu jsou asi 2 x 3 m. Je to ojedinělý blok žilného křemene, který je reliktem paleogenního moře. Vznikl z rozvětraných polymiktních slepenců z období eocénu – oligocénu (před 23 až 45 mil. let) a je zachován v centrálně-karpatském paleogénu Šarišské vrchoviny.

## Přístup
Nejjednodušší trasa je z Cemjaty od zastávky (MHD č. 18). K Čertovu kameni se lze dostat po červené turistické značce (TZ) směr Čertov kameň a následně pokračovat po červené TZ směr Janov. Celková doba trvání pochodu je asi 45 minut.

## Galerie

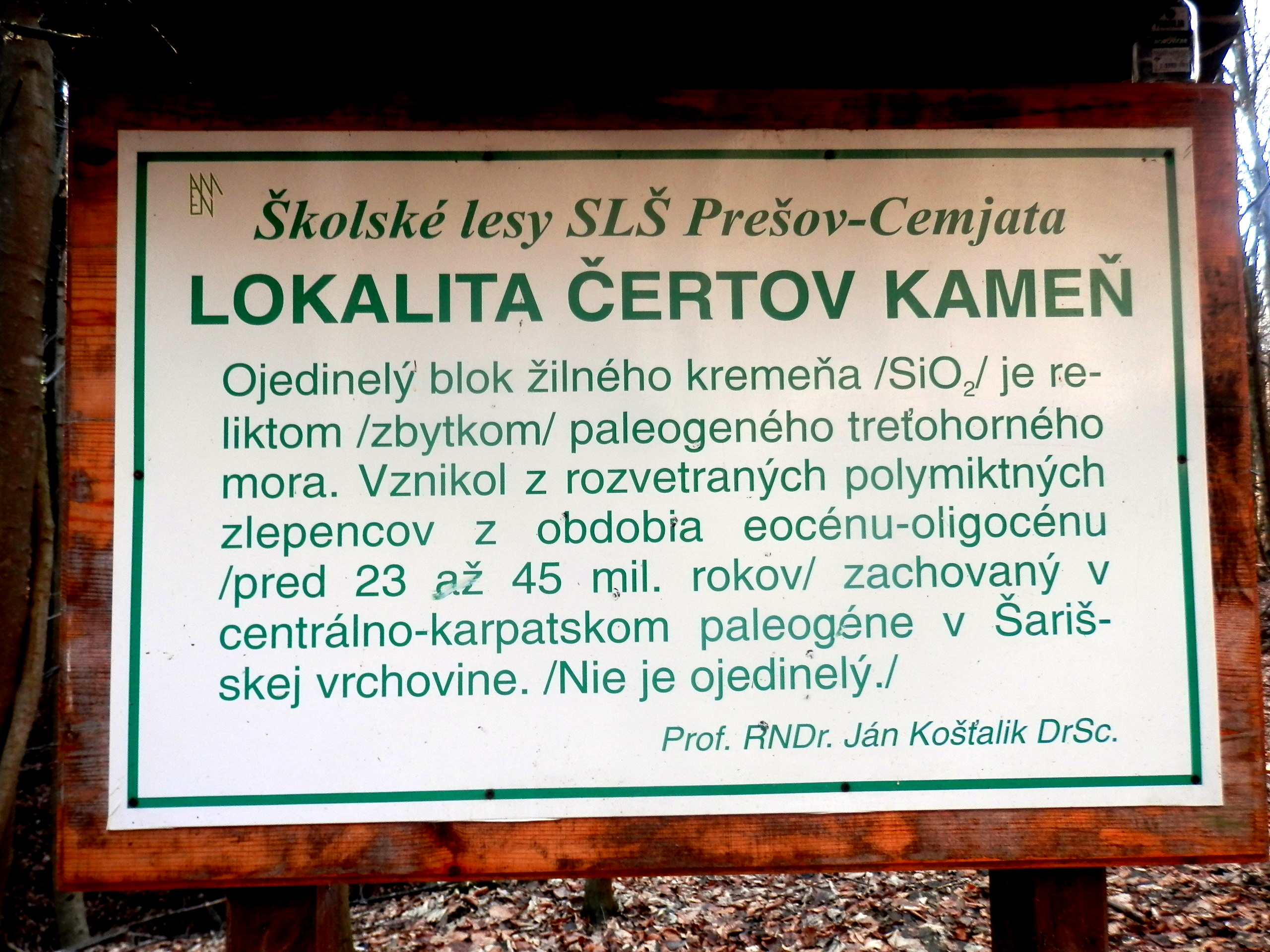
Informační tabule
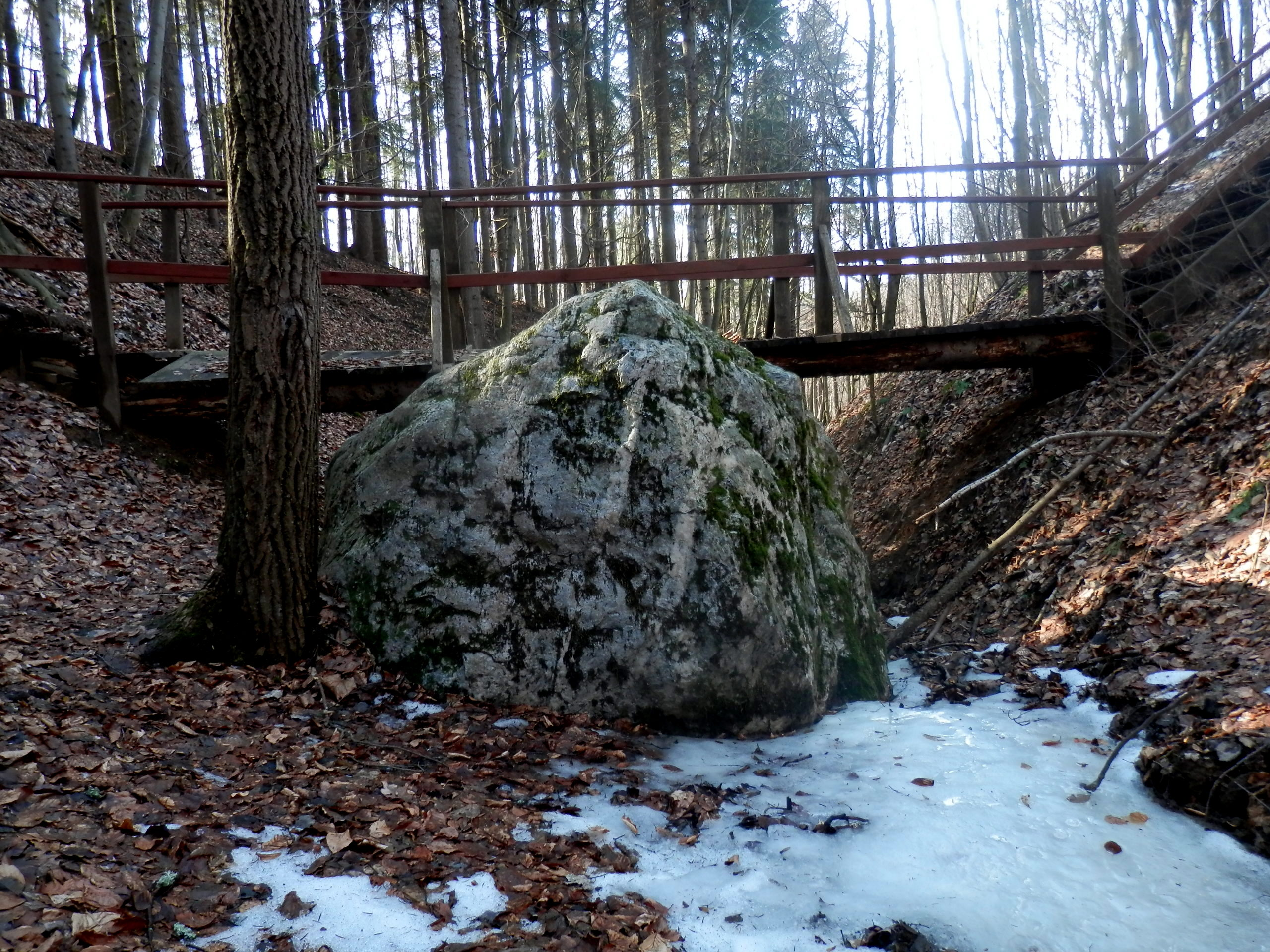
Balvan Čertův kámen
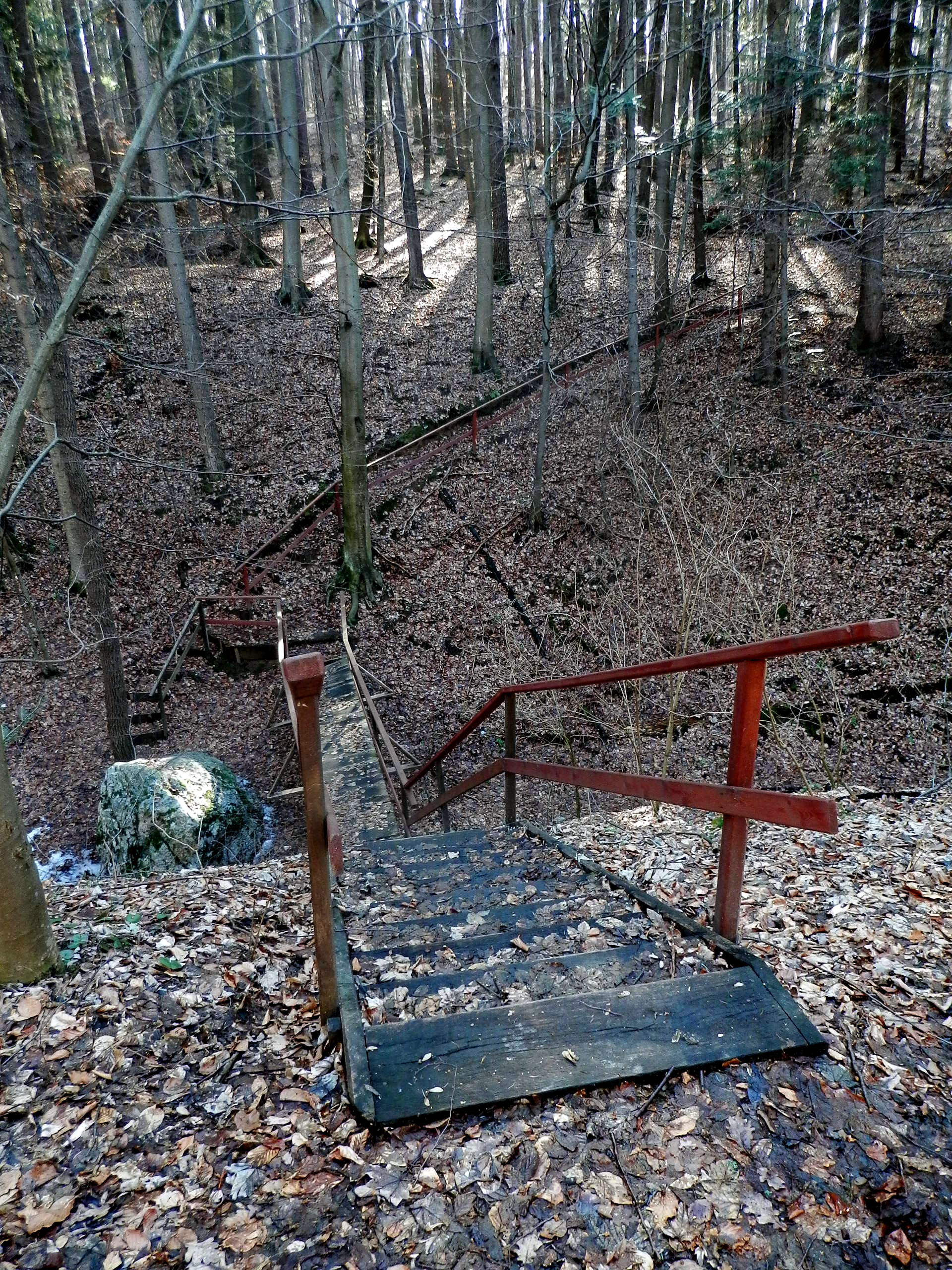
Schody vedoucí k balvanu
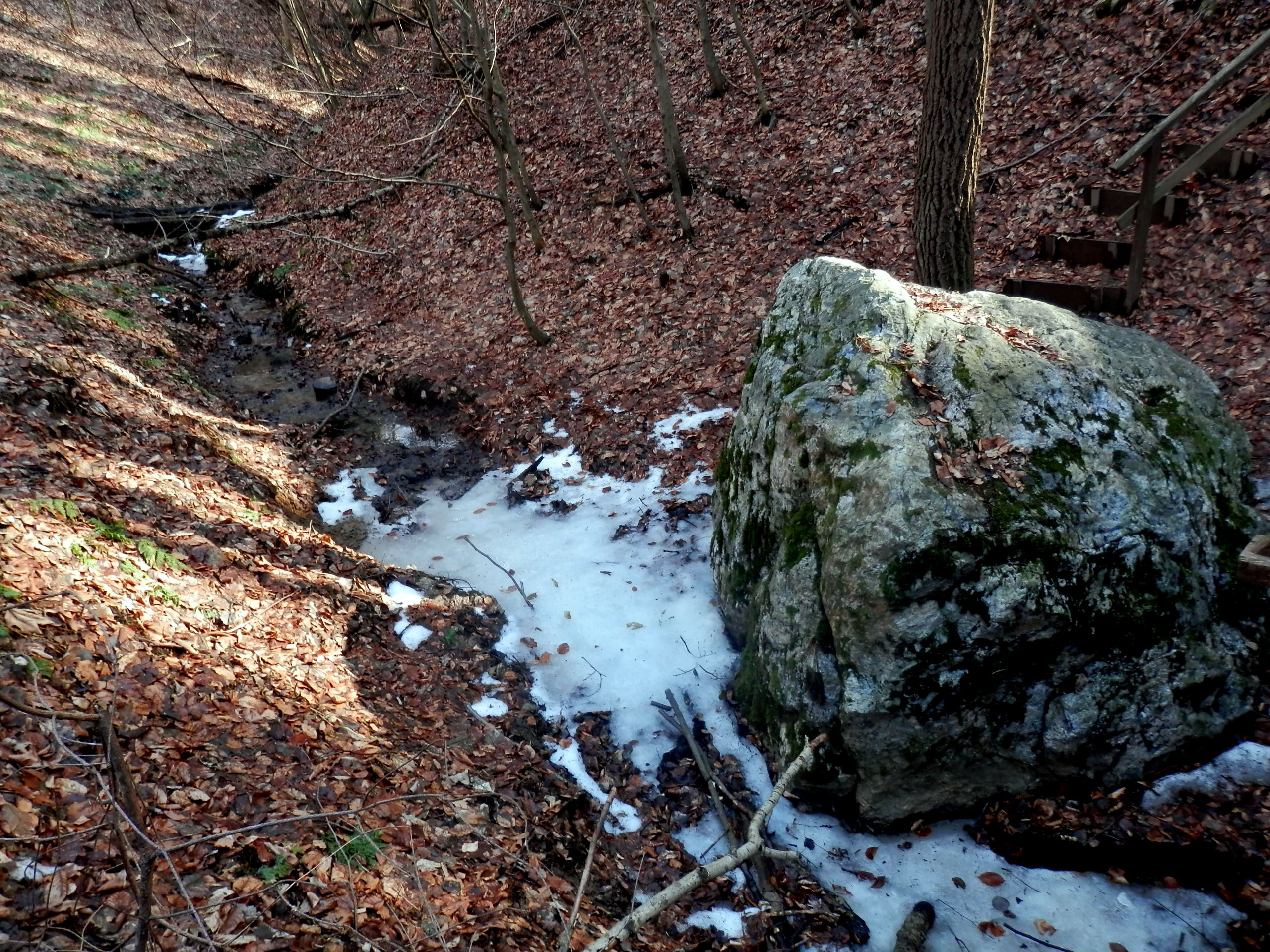
Balvan ležící v potoce Čertův jarek